# Edward Sorin
Edward Frederick Sorin (en francés: Édouard Sorin), C.S.C. (6 de febrero de 1814 – 31 de octubre de 1893) fue un sacerdote francés de la Congregación de Santa Cruz y fundador de la Universidad de Notre Dame en Indiana y de la Universidad de San Eduardo en Austin, Texas.

## Primeros años
Edouard Frédéric Sorin nació el 6 de febrero de 1814 en Ahuillé, cerca de Laval, Francia, hijo de Julian Sorin de la Gaulterie y Marie Anne Louise Gresland de la Margalerie. Era el séptimo de nueve hijos, y nació en una familia acomodada de clase media y creció en una casa señorial de tres pisos (el castillo de la Roche) con siete acres de tierra. Su familia era religiosa y había acogido a dos sacerdotes no jurados durante las persecuciones de la Revolución Francesa. Recibió una educación temprana en el hogar, en la escuela local del pueblo y por el párroco local. Luego se matriculó en el Colegio de los Sagrados Corazones de Jesús y María en Laval, pero después de un año decidió ser sacerdote y con el apoyo de su familia se inscribió en el seminario diocesano de Précigné. Aquí completó su curso de humanidades y luego se matriculó en el seminario mayor de Le Mans para teología. Entre sus compañeros de estudios se encontraban los futuros cardenales Benoît-Marie Langénieux y Guillame Meignan. Aquí conoció a Basilio Moreau, que era vicerrector y profesor de escrituras. También se interesó en la obra misionera después de escuchar las súplicas de Simon Bruté, obispo de Vicennes en Indiana, que había regresado a Francia para reclutar misioneros.
Completando sus estudios en el seminario, fue ordenado sacerdote el 27 de mayo de 1838, y fue asignado como párroco en Parcé-sur-Sarthe. Permaneció en esta posición durante unos catorce meses, pero luego deseó unirse a la novedosa organización de Basil Moreau, la Congregación de Santa Cruz (nacida de la fusión de los sacerdotes auxiliares de Moreau y los Hermanos de San José de Jacques-Francois Dujarié). Con el permiso del obispo, se unió al grupo y se sometió a un breve noviciado. El 15 de agosto de 1840, Sorin, junto con Basil Moreau y otros tres sacerdotes, fueron los primeros miembros de la Congregación de la Santa Cruz en hacer votos solemnes de pobreza, castidad y obediencia.

### Misionero en América
Simon Bruté, a quien Sorin ha visto reclutar sacerdotes y misioneros para su diócesis recientemente establecida en Vincennes en Indiana, murió en 1839. Su sucesor Célestin Guynemer de la Hailandière renovó la llamada de ayuda, y Moreau decidió enviar ayuda. Debido a las habilidades de liderazgo, motivación y vigor juvenil de Sorin, Moreau lo eligió para dirigir esta expedición misionera. La empresa misionera en tierras extranjeras, incluyendo tierras lejanas como China, Japón o América, motivó al clero francés e inspiró numerosas vocaciones. Sorin fue acompañado por seis hermanos de la Congregación: los hermanos Vincent (nacido John Pieau), Joachim (William Michael André), Lawrence (John Menage), Francis Xavier (René Patois), Anselm (Pierre Caillot) y Gratian (Urban Mosimer).

## Fundación de la Universidad de Notre Dame

### Viaje a América y tiempo en San Pedro
Acompañado por los seis hermanos, Sorin dejó Le Mans el 5 de agosto de 1841 y dejó Le Havre a bordo del barco Iowa. Llegaron a la ciudad de Nueva York el 13 de septiembre, y uno de los primeros actos de Sorin a su llegada a Estados Unidos fue arrodillarse y besar el suelo, como señal de adopción de su nuevo país. Pasaron tres días en la ciudad recibidos por Samuel Byerley, un rico comerciante y converso al catolicismo, y se reunieron con el obispo de Nueva York, John Dubois. El 16 de septiembre remontaron el río Hudson en bote de remos hasta Albany y luego llegaron a Búfalo a través del Canal de Erie, con un corto desvío para ver las cataratas del Niágara. Cruzaron el lago Erie en barco de vapor y llegaron a Toledo, desde donde bajaron al río Maumee hasta Maumee, luego Napoleón, Defiance, Fort Wayne, Lafayette, Terre Haute, y siguiendo el río Wabash finalmente llegaron a Vincennes el 10 de octubre.

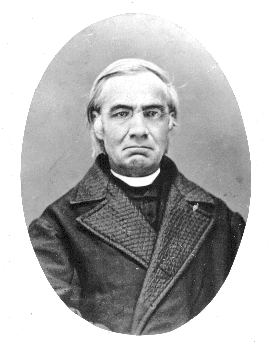

La obispa Célestine Hailandière dio la bienvenida a la congregación y primero les ofreció propiedades y ministerio en Francesville, pero Sorin se negó. Aceptó la segunda oferta del obispo de establecerse en la parroquia de San Pedro en Montgomery. La misión ya tenía algunos edificios, una pequeña capilla de madera y una escuela primitiva con algunos alumnos. La escuela pronto fue dirigida por Charles Rother, un inmigrante alemán que pronto deseó unirse a la congregación y se convirtió en el primero en hacerlo en los Estados Unidos, con el nombre de Hermano Joseph. Otros hermanos pronto se unieron, en su mayoría inmigrantes irlandeses y alemanes, aunque muchos se fueron. El inicio de la misión vio algunas dificultades, particularmente en la adopción de prácticas agrícolas extranjeras y el cultivo de maíz, pero se adaptaron con la ayuda de los lugareños. Sorin celebró misa y dio asistencia espiritual a unas treinta y cinco familias católicas en el área, predicando en francés y a veces en inglés, un idioma que Sorin apenas comenzaba a aprender.
Pronto, se desarrollaron más problemas en la comunidad. Sorin y el obispo Hailandière tuvieron desacuerdos sobre asuntos financieros, ya que Sorin esperaba que el obispo proporcionara 3.000 francos para sus gastos. El obispo, que los había esperado en 1839, ya había empleado el dinero en otra parte. A pesar de esto, el obispo acordó pagar por la comunidad, pero con la condición de que respondieran a él en lugar de estar bajo la jurisdicción de Moreau, una condición que Sorin rechazó. Este desacuerdo fue parcialmente difundido por el padre Juliane Delaune, quien pudo solicitar fondos y donaciones por valor de 15,000 francos, que dividió entre Sorin y el obispo. Un segundo y más profundo malentendido surgió cuando Sorin hizo sus intenciones de comenzar un collège (una escuela secundaria universitaria según el modelo francés). El obispo rechazó esta idea, ya que ya había un colegio católico en Vincennes, San Gabriel, que era atendido por los padres erudistas. El obispo les había prometido que no tendría competencia por fondos y estudiantes. En cambio, el obispo mencionó que poseía tierras en el norte de Indiana, cerca de South Bend, y Sorin podría comenzar su universidad allí en su lugar. Esta tierra había sido comprada por Stephen Badin en la década de 1830 con la intención de construir una escuela, pero después de que sus planes fracasaron, se la ofreció al obispo. Sorin consultó con los hermanos y luego aceptó, saliendo de San Pedro con siete de los hermanos el 16 de noviembre.

### Fundación de Notre Dame
Sorin y sus siete hermanos (tres franceses y cuatro irlandeses) viajaron 250 millas al norte en uno de los inviernos más duros de Indiana. Siguieron el río Wabash, pasando por Terre Haute. Se separaron, y Sorin con el primer grupo llegó a South Bend en la tarde del 26 de noviembre de 1842. Aquí fueron recibidos por Alexis Coquillard (con quien el obispo Hailandière los había puesto en contacto) y luego emprendieron el viaje de dos millas para visitar la propiedad antes de pasar la noche invitados de Coquillard. Al día siguiente visitaron el sitio con luz diurna y tomaron posesión formal de la propiedad. El reverendo Sorin describió su llegada al campus en una carta a Basil Moreau:
Todo estaba congelado y, sin embargo, todo parecía tan hermoso. El lago, particularmente, con su manto de nieve, resplandeciente en su blancura, era para nosotros un símbolo de la pureza inoxidable de Nuestra Augusta Señora, cuyo nombre lleva; y también de la pureza de alma que debe caracterizar a los nuevos habitantes de estas hermosas costas. Nuestros alojamientos nos parecieron, como de hecho lo son, pero poco diferentes de los de San Pedro. Nos apresuramos a inspeccionar todos los diversos sitios en las orillas del lago que habían sido tan elogiados. Sí, como niños pequeños, a pesar del frío, fuimos de un extremo a otro, perfectamente encantados con las maravillosas bellezas de nuestra nueva morada. ¡Oh! ¡que este nuevo Edén sea siempre el hogar de la inocencia y la virtud!

— Rev. Edward Sorin, C.S.C., Cartas Circulares, Parte II, No. 1
En ese momento, la propiedad solo tenía tres edificios: una cabaña de troncos construida por Stephen Badin (la original se quemó en 1856, pero se construyó una réplica en 1906), un pequeño edificio de tablillas de dos pisos que fue el hogar del intérprete de Potawatomi Caronte, y un pequeño cobertizo. De los 524 acres, solo 10 fueron despejados y listos para el cultivo, pero Sorin declaró que el suelo era adecuado para cultivar trigo y maíz. Si bien la tierra tenía dos lagos pequeños, la nieve y el área pantanosa podrían haber dado a Sorin la apariencia de un solo lago más grande, de ahí que llamara a la incipiente misión "Notre Dame du Lac" (Nuestra Señora del Lago). La preocupación más inmediata eran alojamientos adecuados y cálidos para los Sorin y los siete hermanos presentes y para aquellos en San Pedro que aún no habían llegado al norte. Para construir una segunda cabaña de troncos, y al carecer de los fondos, apelaron a la gente de South Bend para donar fondos o su tiempo. Gracias a la ayuda de los lugareños, pudieron ensamblar la madera y erigir las paredes, y los Sorin y los hermanos erigieron el techo cuando los hombres regresaron a la ciudad. La cabaña se completó el 19 de marzo de 1843, a tiempo para acomodar a los hermanos y novicios adicionales que habían llegado de San Pedro el mes anterior.
Luego, Sorin se dedicó a construir un colegio propiamente dicho, ya que la fundación de tal dentro de dos años era la condición en la que el obispo Hailandière le había dado la tierra. Mientras estaba en Vincennes, Sorin había hecho planes con un arquitecto local, el Sr. Marsile, para que viniera a South Bend en el verano y comenzara la construcción de un edificio principal, pero el arquitecto no apareció. Por lo tanto, él y los hermanos construyeron Old College, un edificio de ladrillo de dos pisos que sirvió como dormitorio, panadería y aulas. Con el edificio del Old College listo para el otoño, la universidad abrió oficialmente a sus primeros estudiantes. Los primeros residentes en recibir una educación en Notre Dame fueron huérfanos de un hogar establecido por los Hermanos de San José para educar a niños mayores de 12 y 13 años. Cuando Marsile finalmente llegó en agosto, Sorin procedió a erigir el primer edificio principal (en la ubicación del tercer y actual edificio principal). El edificio, terminado en 1844 y ampliado en 1853, constituyó todo el colegio hasta la construcción del segundo y más grande edificio principal en 1865.
Siguiendo el ejemplo de Moreau, Sorin envió sacerdotes y hermanos para fundar otras escuelas y parroquias en todo Estados Unidos y Canadá. El 15 de enero de 1844, la legislatura de Indiana constituyó oficialmente la Universidad de Notre Dame.
Desde el sistema de seminarios francés, Sorin era por temperamento más un administrador que un académico o intelectual. Dirigió Notre Dame siguiendo el modelo de un internado francés, que incluía programas elementales (los "mínimos"), preparatorios y universitarios, así como una escuela de capacitación manual. A lo largo de los años, aceptó las recomendaciones de otros, incluido el P. John A. Zahm, CSC, para fortalecer el plan de estudios académico de Notre Dame.

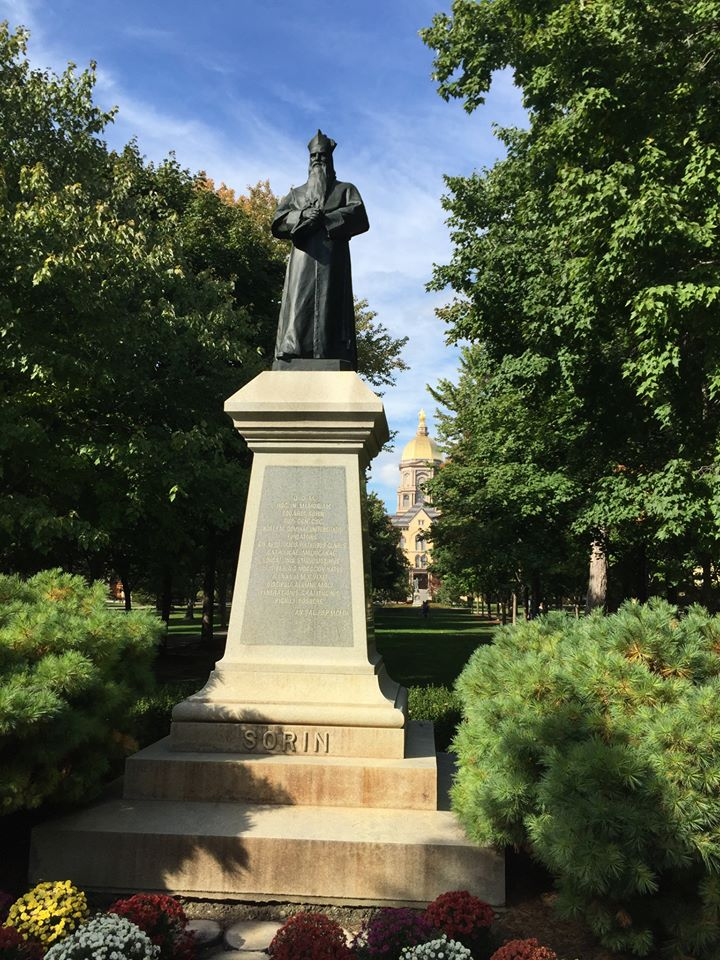
Estatua de Sorin en el campus de la Universidad de Notre Dame

En 1850 Sorin pidió al gobierno federal que estableciera una oficina de correos en Notre Dame. Su solicitud fue concedida, y en 1851 el Primer Asistente del director general de Correos Fitz Henry Warren notificó al congresista Graham N. Fitch del establecimiento de la oficina de correos de Notre Dame y el nombramiento de Edward Sorin como su jefe de correos. Si bien los ingresos de la oficina de correos eran insignificantes, su principal ventaja era aumentar la visibilidad de Notre Dame e incentivar mejores carreteras y comunicaciones con el campus.
En 1865 se convirtió en el primer Superior Provincial Americano de la Congregación y fue sucedido como presidente por Patrick Dillon. Como superior provincial, todavía estaba activamente involucrado con el funcionamiento de la universidad y residía en el campus.

### Superior Provincial de la Congregación
Lejos de Indiana a la India, la floreciente misión en Bengala Oriental, encabezada por la Congregación de la Santa Cruz, debe gran parte de su éxito a la cooperación activa y el celo del Padre Sorin. Envió a su ex obispo y otros sacerdotes junto con un grupo de hermanas, descritas como un grupo digno. La fundación de la Congregación de las Hermanas de Santa Cruz en los Estados Unidos es considerada como uno de los servicios más importantes de Sorin a la religión. Bajo su administración y cuidado, esta comunidad creció de pequeña a poseer establecimientos florecientes en una docena de estados. Durante la Guerra Civil Americana, bajo la previsión de Sorin, esta hermandad pudo proporcionar casi ochenta enfermeras para soldados enfermos y heridos en transportes y hospitales. Varios sacerdotes de la Congregación de Santa Cruz, entre ellos el P. William Corby, sirvieron como capellanes en el frente. Sorin también estableció Ave Maria Press en 1865.

#### Incendio del edificio principal de 1879
La fuerza de Sorin se demostró el 23 de abril de 1879, cuando un incendio destruyó el edificio principal, que albergaba prácticamente toda la universidad. Tras la promesa hecha por el presidente de la universidad, William Corby, CSC, Notre Dame reabrió para el período de otoño. Sorin también quiso que Notre Dame se reconstruyera y continuara su crecimiento. Como se relata en Notre Dame: 100 años (1942):
"El hombre de sesenta y cinco años caminó alrededor de las ruinas, y los que lo siguieron estaban confundidos por su actitud. En lugar de doblarse, se puso rígido. Había en su rostro una mirada de determinación sombría. Les indicó a todos que fueran a la iglesia con él".
Timothy Edward Howard proporcionó un relato en primera persona de lo que Sorin dijo dentro de la Iglesia del Sagrado Corazón:
"Entonces estuve presente cuando el Padre Sorin, después de mirar la destrucción de la obra de su vida, se paró en los escalones del altar del único edificio que queda y habló a la comunidad lo que siempre he sentido que son las palabras más sublimes que he escuchado. Había absoluta fe, confianza, resolución en su propia mirada y pose. "¡Si TODO se hubiera ido, no debería rendirme!", fueron sus palabras para concluir. El efecto fue eléctrico. Fue el momento culminante de su vida. Una triste compañía había entrado en la iglesia ese día. Todos eran simples héroes cristianos cuando salieron. Nunca hubo más sombra de duda sobre el futuro de Notre Dame".
Una versión alternativa del discurso posterior al incendio de Sorin ha aumentado en popularidad. Argumenta que Nuestra Señora (la Virgen María) quemó el edificio principal porque lo construyó demasiado pequeño, y que ahora lo reconstruiría "más grande y mejor que nunca". Esta versión parece apócrifa, ya que no se incluyó en ningún relato contemporáneo del evento o en los propios escritos de Sorin. Sorin creía que una mano divina estaba involucrada en los orígenes del fuego, pero la atribuyó directamente a Dios, de quien Sorin sospechaba que estaba enojado por la "infidelidad" y el "abandono", no por las dimensiones del edificio.

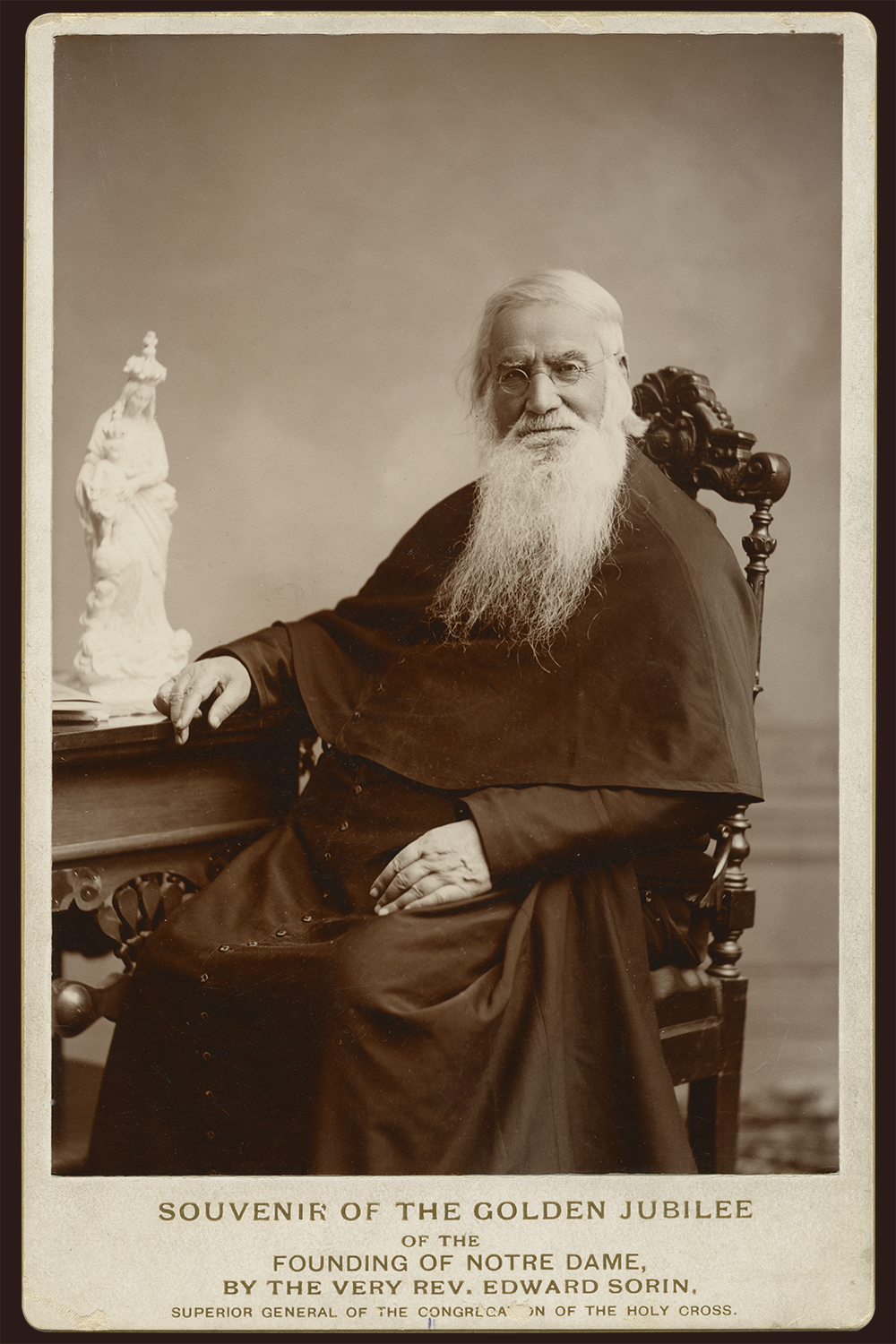
Sorin en sus últimos años

Sorin tenía un objetivo ambicioso para el nuevo Edificio de Administración, construido durante el verano de 1879. Quería que fuera nada menos que un "monumento al catolicismo". Habiendo permanecido en pie durante unos 135 años, el Edificio de Administración con su Cúpula Dorada sirvió como monumento. El catolicismo en general y millones de católicos estadounidenses de primera y segunda generación de clase trabajadora se inspiraron para ver a sus hijos (y eventualmente hijas) seguir una educación superior. Les permitió entrar en la corriente principal de la vida social, económica y política estadounidense.

## Superior General
Sorin fue elegido superior general de su orden en 1868, y ocupó este cargo por el resto de su vida. Durante su mandato como Superior General, el P. Sorin realizó alrededor de 50 viajes a través del Atlántico para tratar los asuntos de la Congregación en Francia y Roma. Con el fin de aliviar la deuda de la Congregación y poner una base financiera más sólida, supervisó la venta de la iglesia de Notre Dame de Sainte Croix, su internado y el resto de la propiedad de la Congregación en Le Mans, que hasta entonces había servido como sede de la orden. Por lo tanto, la sede se trasladó a Notre Dame, Indiana. Sorin fue invitado a asistir al Concilio Provincial de Cincinnati de 1882 y al Consejo Plenario de Obispos Americanos en Baltimore en 1884.

### Fundación de la Universidad de San Eduardo
Sorin también fundó la Universidad de San Eduardo en Austin, Texas. El obispo Claude Marie Dubuis de la Diócesis de Galveston se enteró de la intención de la señora Mary Doyle de dejar su gran granja del sur de Austin a la Iglesia Católica. El propósito era establecer una "institución educativa" e invitó al Padre Sorin a Texas en 1872. Respondiendo a la invitación del obispo, Sorin viajó a Austin y examinó la belleza de las colinas y lagos circundantes. Un año más tarde, tras la muerte de la señora Doyle, fundó una escuela católica llamada St. Edward's Academy en honor a su santo patrón, Eduardo el Confesor y Rey. En el primer año de la incipiente institución, 1878, tres granjeros formaron el cuerpo estudiantil y se reunieron para clases en un edificio improvisado en la antigua granja de Doyle. En 1885, la academia aseguró su estatuto como universidad. Sorin Hall y el cercano Sorin Oak, el roble más grande de Austin, también llevan su nombre.

## Vida personal
Si bien Sorin estaba apegado a sus raíces francesas, tenía un profundo deseo de ser estadounidense y su apego a su nuevo país se manifestó de varias maneras. La primera celebración de fin de año de Notre Dame en 1845 se abrió con una lectura de la Declaración de Independencia. Se convirtió en ciudadano estadounidense en 1850, y poco después fue nombrado para los puestos gubernamentales de jefe de correos local y superintendente de las carreteras. Uno de los primeros edificios en el campus de Notre Dame, Washington Hall, lleva el nombre del primer presidente de los Estados Unidos en lugar de un santo católico. [2] Durante la Guerra Civil, permitió que varios sacerdotes y ochenta hermanas de la comunidad se ofrecieran como capellanes y enfermeras, a pesar de que su ausencia afectaba a la universidad. Su minucioso "americanismo" y su "patriotismo estadounidense y [su] amor por las instituciones estadounidenses" fueron elogiados por John Ireland. En reconocimiento a su trabajo en la educación, el gobierno francés le confirió la insignia de Oficial de Instrucción Pública en 1888.

## Últimos años
Un Jubileo de Oro en 1888 marcó el quincuagésimo aniversario de la ordenación sacerdotal de Sorin, que había tenido lugar en 1838. Una primera celebración ocurrió durante el año escolar, con el estudiante presente, en el aniversario real de la ordenación. El 26 de mayo, todos los edificios del campus fueron decorados con banderas y pancartas. El entretenimiento consistió en una recepción con estudiantes, profesores y administración, seguida de discursos, poemas, recitales y actuaciones musicales. Después de la cena, Sorin y los miembros de la facultad se reunieron en el porche del edificio principal y vieron a la Banda de Notre Dame actuar en el patio y las unidades militares estudiantiles dar sus saludos de armas. El estudiante, la facultad y los exalumnos le regalaron a Sorin un barouche tirado por dos caballos negros. La noche estuvo marcada por fuegos artificiales, linternas de papel y otras celebraciones. El 27 de mayo, el aniversario de la ordenación, Sorin celebró una Misa Solemne con William Corby pronunciando el sermón. Después, Sorin bendijo la piedra angular de una nueva residencia, que Sorin descubrió que se llamaría Sorin Hall en su honor. Esto fue seguido por más celebraciones, mientras que los juegos de béisbol y las carreras de botes se pospusieron para el día siguiente debido a la lluvia.
Si bien esta primera celebración estaba reservada para la comunidad universitaria, la segunda, de carácter más oficial y público, se celebró unos meses después, el 15 de agosto de 1888. Invitaciones generales en periódicos de todo el país a través de Associated Press. Miles de personas vinieron a Notre Dame para el evento, y muchos más enviaron sus felicitaciones a Sorin por cartas y telegramas. El asistente de más alto perfil fue el cardenal James Gibbons, entonces el prelado más importante de la Iglesia Católica estadounidense. Una gran multitud se reunió en la estación de tren de South Bend para presenciar su llegada el 14 de agosto. William Corby llevó a Gibbons en el barouche de Sorin desde la estación hasta Notre Damem, y su procesión fue recibida con bandas de música, el trabajo de las campanas de Notre Dame y muchas decoraciones e iluminaciones. El capítulo local de la Antigua Orden de Hibernianos actuó como escolta. Al jubileo también asistieron otros miembros de alto perfil de la iglesia, como dos arzobispos (William H. Elder de Cincinnati y John Ireland de Saint Paul y Minneapolis) y doce obispos (Richard Gilmour de Cleveland, Joseph Dwenger de Fort Wayne, John Watterson de Columbus, Richard Phelan de Pittsburgh, James Ryan de Alton, John Janssen de Belleville, John Keane de Washington D. C., Maurice Burke de Cheyenne, John Lancaster Spalding de Peoria, Stephen V. Ryan de Búfalo y Henry J. Richter de Grand Rapids). Los eventos del 15 de agosto comenzaron con la consagración de la Basílica del Sagrado Corazón, dirigida por el obispo Dwenger, seguida de la bendición de la gran campana por el obispo Burke. Una Misa Mayor fue celebrada por el Cardenal Gibbons, con un sermón del Arzobispo Ireland y un coro de Chicago que cantó la Misa Imperial de Joseph Haydn. Esto fue seguido por un lujoso banquete en los refectorios del Edificio Principal.
El jubileo de oro de Sorin fue el clímax de una larga historia de expansión y éxito para la Congregación y la universidad, y para la Iglesia Católica en América en su conjunto. O'Connel escribe que "Lo que se había logrado en Notre Dame bajo la administración [de Sorin] parecía a un público más amplio emblemático del crecimiento y la maduración de la Iglesia Católica Americana en su conjunto, y había quienes en altos cargos estaban ansiosos por expresar este hecho. Honrar al fundador de Notre Dame era en efecto proclamar el estatus duradero y legítimo de la Iglesia, después de mucha lucha, había alcanzado dentro de la sociedad estadounidense. De acuerdo, por lo tanto, con la predilección de finales del siglo XIX por las celebraciones llamativas, con bandas y banquetes, fuegos artificiales y oratoria ardiente, se formularon planes a principios de 1888 para solemnizar el aniversario de oro del Padre Sorin como un triunfo nacional y personal.
Poco después de la celebración de su jubileo de oro, Sorin entró en un largo período de sufrimiento mental y físico. Murió pacífica e indolora de la enfermedad de Bright en la Universidad de Notre Dame en la víspera del Día de Todos los Santos, el 31 de octubre de 1893. El funeral, al que asistió una gran multitud, se celebró el 11 de noviembre en la Basílica del Sagrado Corazón y el arzobispo William Henry Elder pronunció la homilía fúnebre. Fue enterrado en el cementerio de la Santa Cruz, como es tradición para todos los miembros de la Congregación.

## Legado
Varios monumentos conmemorativos han sido dedicados al reverendo Sorin en el campus de la Universidad de Notre Dame. Una estatua de Edward F. Sorin, en la intersección de los patios principal y sur, es uno de los principales puntos de referencia en el campus de Notre Dame. Sorin Hall fue dedicado a Sorin en 1888, con el propio Sorin presente. Sorin Court, una calle detrás del edificio principal, y Sorin's, el restaurante dentro del Morris Inn, también llevan su nombre. Varios otros programas en el campus, como los Sorin Fellows y los Sorin Scholars, se nombran en su honor. La ciudad de South Bend ha dedicado Sorin Street y Sorin Park en su honor, y Sorin Street en Austin también lleva su nombre. Sorinsville era un barrio de inmigrantes irlandeses en South Bend que se desarrolló en los siglos 19 y 20. En el campus de la Universidad de St. Edward, Sorin Hall y el roble Sorin, el roble más grande de Austin, llevan su nombre.
Tanto la Universidad de Notre Dame como la Universidad de St. Edward celebran el Día del Fundador en su honor. En Notre Dame, el Día del Fundador comenzó a celebrarse casi inmediatamente a principios de la década de 1840. A petición del propio Sorin, las celebraciones tuvieron lugar el 13 de octubre, fiesta de su santo patrón San Eduardo, en lugar del cumpleaños de Sorin. Los estudiantes de Notre Dame y Saint Mary's celebraron con representaciones teatrales y musicales, fuegos artificiales, eventos deportivos, una fiesta en los comedores y enviando tarjetas y buenos deseos a Sorin. Con los años, la magnitud de la festividad disminuyó, y en la década de 1960 se colocó una corona en la parte inferior de la estatua de Sorin, y en los últimos tiempos se conmemora simplemente con una misa especial en la Basílica del Sagrado Corazón. En 2014, Notre Dame lanzó una celebración de un año para conmemorar el Bicentenario del nacimiento de Sorin. La celebración comenzó con una misa mientras el comedor servía una fiesta especial de cocina francesa. Durante el año, los Archivos de la Universidad lanzaron un gran esfuerzo para digitalizar los documentos de Sorin, la biblioteca de Hesburgh organizó una exposición de Sorin en el vestíbulo principal y se llevaron a cabo varias conferencias sobre Sorin.

## Obras
- Sorin, Edward (1882). The minims of Notre Dame: a serio-comic drama. Notre Dame. OCLC 18713760.
- Sorin, Edward (1883). The angel of the schools: a manual of devotion for the use of Catholic youth. New York: Sadlier. OCLC 22369619.
- Sorin, Edward (1879). Bells at Notre Dame. Notre Dame. OCLC 953978788.
- Sorin, Edward (1885). Circular letters of the Very Rev. Edward Sorin, Superior general of the Congregation of the Holy Cross and founder of Notre Dame. Notre Dame. OCLC 4275356.
- Sorin, Edward (2001). Chronicles of Notre Dame du Lac. Notre Dame: University of Notre Dame Press. ISBN 0-268-02270-4. OCLC 50094714.